# Colegiul Național „A. T. Laurian” din Botoșani
Colegiul Național „A. T. Laurian” din Botoșani este o instituție de învățământ preuniversitar din Botoșani. Instituția poartă numele latinistului August Treboniu Laurian (1810–1881).